# Ixiolirion tataricum
Espèce
Ixiolirion tataricum est une espèce de la famille des Ixioliriaceae. Communément connu sous le nom de lys de Sibérie ou lavender mountain lily.
C'est un géophyte bulbeux qui pousse principalement dans le biome tempéré. L'aire de répartition naturelle de cette espèce s'étend de l'est du centre de la Turquie au sud-ouest; en Sibérie et à l'ouest de l'Himalaya ainsi que dans la péninsule arabique,,.
La couleur des fleurs va du bleu clair au violet foncé.

## Galerie

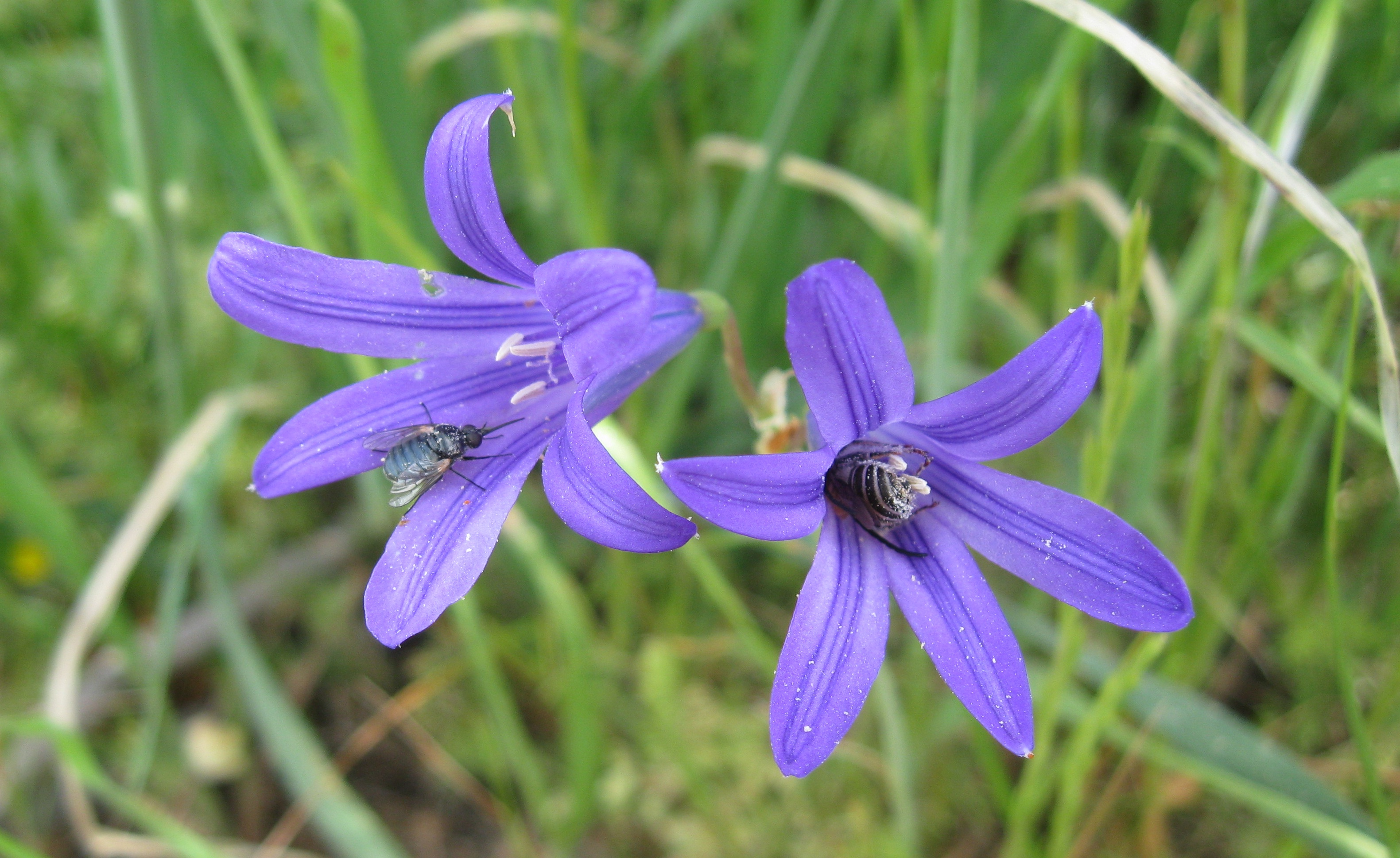
In south Hebron
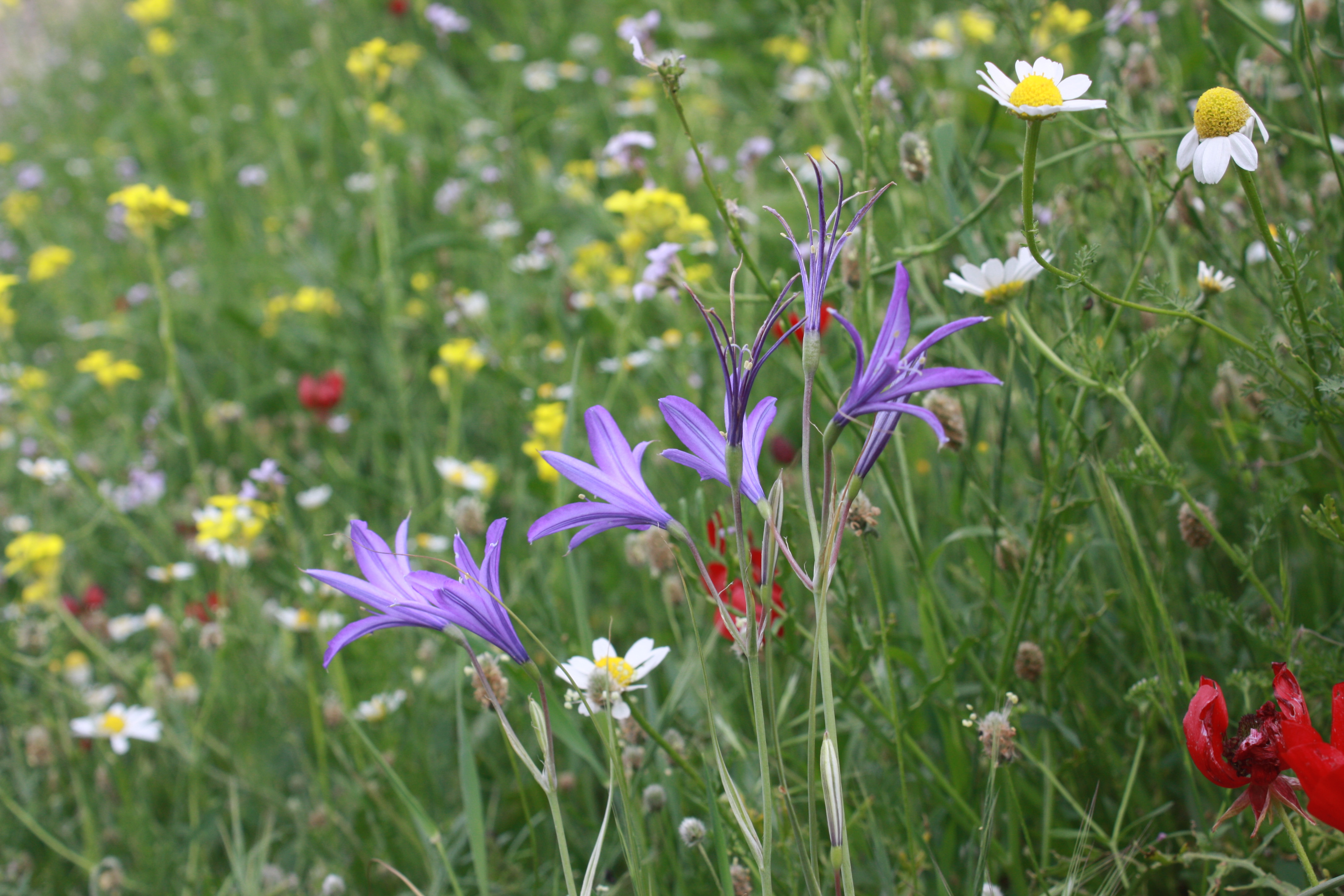
In Behbahan, Iran
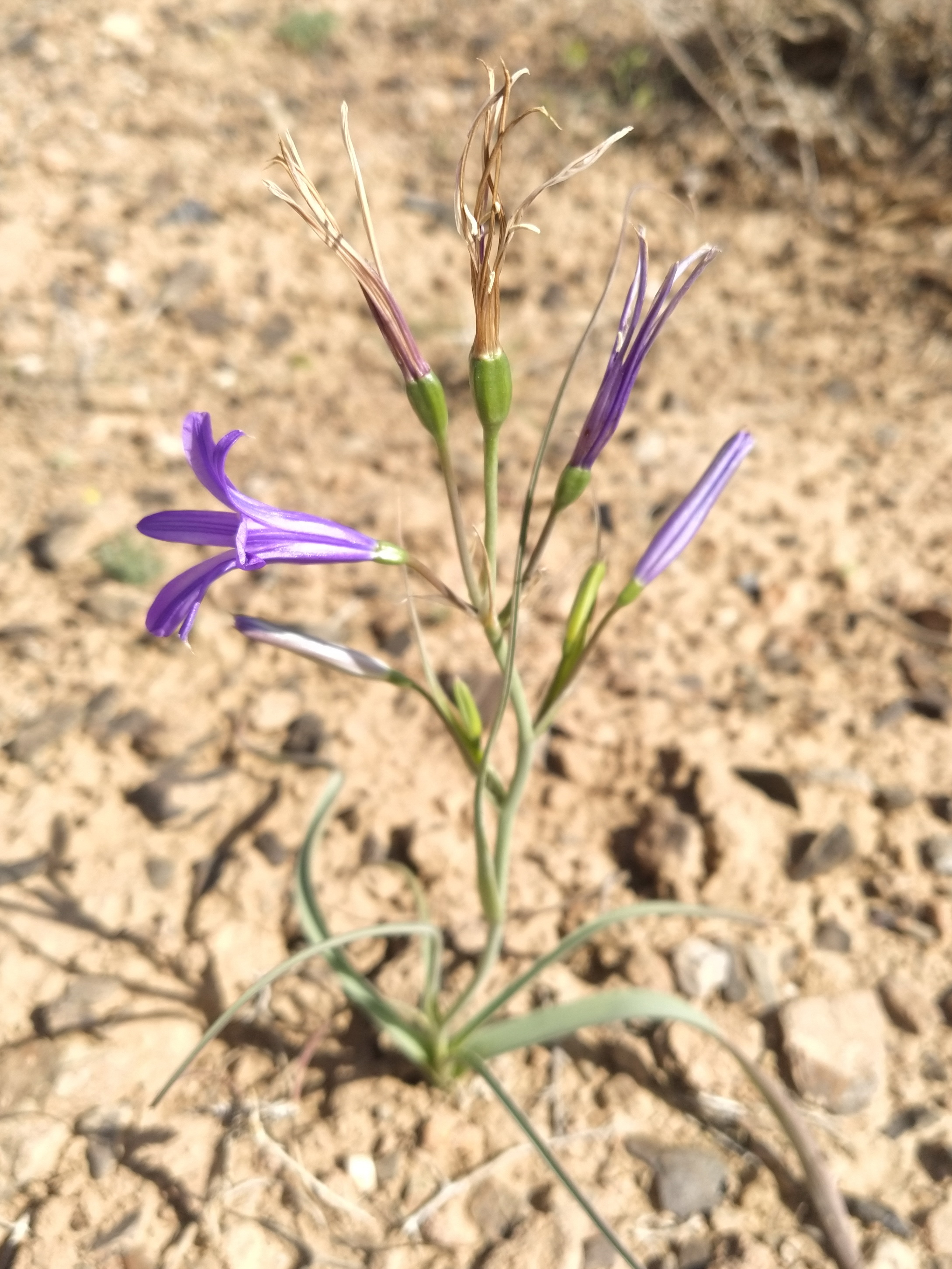
In deserts of Isfahan, Iran
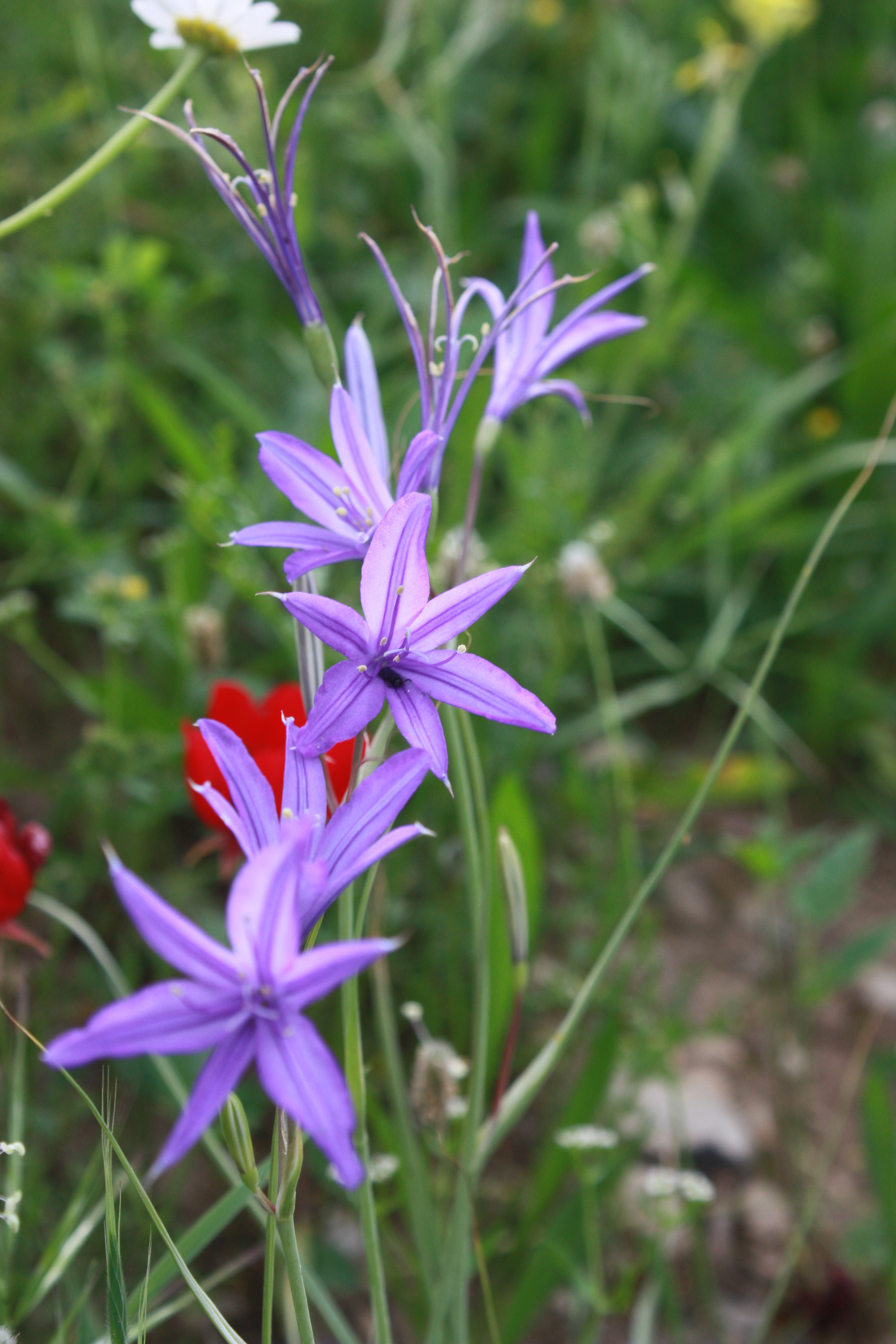
In Behbahan, Iran

## Liste des variétés
Selon GBIF (16 janvier 2024) :
- Ixiolirion tataricum var. album Ghahr., 1997
- Ixiolirion tataricum var. ixiolirioides (Regel) X.H.Qian
- Ixiolirion tataricum var. tataricum

## Systématique
Le nom correct complet (avec auteur) de ce taxon est Ixiolirion tataricum (Pall.) Schult. & Schult.f..
L'espèce a été initialement classée dans le genre Amaryllis sous le basionyme Amaryllis tatarica Pall..
Ce taxon porte en français le nom vernaculaire ou normalisé suivant : lis de Sibérie.
Ixiolirion tataricum a pour synonymes :
- Amaryllis tatarica Pall.
- Ixiolirion pallasii Fisch. & C.A.Mey.
- Ixiolirion pallasii Fisch. & C.A.Mey. ex Ledeb.
- Ixiolirion tataricum (Pall.) Herb.